# Postbank (Neuseeland)
Die Postbank war eine unter diesem Handelsnamen geführte Bank der neuseeländischen Regierung.

## Geschichte
Die Anfänge der Postbank gehen zurück bis in die 1860er. Sie wurde damals als Bestandteil des New Zealand Post Office unter dem Namen New Zealand Post Office Savings Bank gegründet. Als im Zuge der Privatisierung öffentlicher Unternehmen unter dem Postal Services Act 1987 die Bankdienstleistungen aus dem New Zealand Post Office ausgegliedert wurden, gründete die Regierung am 24. Februar 1987 die Post Office Bank Limited  und führte sie öffentlich unter dem Namen Postbank weiter.
1989 verkaufte die Regierung die Postbank an die Australia and New Zealand Banking Group (ANZ), die deren Bankgeschäfte schrittweise in ihr Geschäftsmodell integrierte. Am 1. Dezember 1994 wurde die Post Office Bank schließlich aufgelöst. Der Markenname Postbank verschwand auf dem neuseeländischen Markt damit für immer.
2001 entschloss sich die damalige Labour Regierung unter Helen Clark wieder eine staatseigene Bank auf dem Markt zu etablieren. Sie wurde Kiwibank genannt und operiert heute noch als State-Owned Enterprise und Tochterunternehmen der New Zealand Post im Markt.